# Gilles Stassart
Gilles Stassart, né le 26 décembre 1967 à Vézelay (Yonne), est un journaliste, écrivain et cuisinier français.

## Biographie
Gilles Stassart commence à la fin des années 1980 des études supérieures dans le domaine des arts plastiques. Il découvre par la suite la cuisine chez Marc Meneau à partir de 1995.
Après l’écriture dans les domaines de l’art contemporain et de la cuisine, Gilles Stassart passe aux fourneaux en 2005. C’est aux côtés des chefs Marc Meneau, Inaki Aizpitarte et Laurent Chareau mais aussi avec les livres, l’écriture et la littérature qu'il apprend le fond et la forme de la discipline.
Spécialiste de la confrontation des arts plastiques et de l’alimentation, il assure, entre autres, le commissariat d’une série d’événements à la Fondation Cartier, une exposition de plasticiens au Salon International de l’Agriculture ou encore à l’Institut culturel italien autour du manifeste de la cucina futurista.
Créateur et responsable de la rubrique art culinaire à Beaux Arts magazine de 1998 à 2007, il dirige pour ce titre de nombreux dossiers sur le goût, des Hors Séries avec des auteurs invités comme le romancier américain Jim Harrison.
Il dirige et rédige, pour Woodstock Editions (États-Unis), l’ouvrage La Conversation, une rencontre entre le cuisinier Marc Meneau et le photographe Hans Gissinger. Toujours pour cette même maison, il dirige l’édition de Salami, un texte de Gérard Oberlé et photographies de Hans Gissinger, réédité chez Actes Sud en novembre 2002. Il est également l’auteur de C’est bon, c’est beau : une esthétique du goût racontée aux enfants.
Gilles Stassart ouvre en 2005 le restaurant Transversal, passerelle expérimentale entre les arts plastiques et la gastronomie, au sein du Musée d'art contemporain du Val-de-Marne – MAC/VAL,, puis de la Maison Rouge mais aussi, de manière éphémère, au Grand Palais pour La Force de l'art 2006 et la FIAC 2006 également au Grand Palais et dans la Cour carrée du Louvre.
Depuis août 2008, le restaurant Transversal est devenu nomade. Il s'installe temporairement pour des performances ou des formes de restauration d'un autre genre, par exemple, pour l’ouverture de Slick 08 (foire d'art contemporain parallèle à la FIAC) au centre d'art le 104, avec un concert de cocottes-minute.
En 2008, 2009 et 2010, il est nommé rapporteur pour le concours de l’Académie de France à Rome (Délégation aux arts plastiques, Ministère de la culture et de la communication) dans la discipline « arts culinaires ».
Gilles Stassart détient le record du monde de la plus grande barbe à papa du monde, record établi dans le cadre de l’exposition César à la Fondation Cartier, le 20 juillet 2008. À cette occasion, un huissier de justice était présent pour valider ce record, une Barbe à papa de 3,60 m de long. Il imagine ensuite, avec Jean Bocabeille, architecte, le plus haut gâteau du monde. L'élaboration se fait avec cinq jeunes talents, un architecte, un ingénieur structure, un graphiste designer, un éclairagiste et un pâtissier et le 1er juillet 2010 "La Tour Sans Faim" est érigée à la Cité de l'architecture et du patrimoine. Cependant, cette tour s'effondre le lendemain et plusieurs architectes dénoncent une opération « vulgaire » et « odieuse » du fait du gaspillage des denrées alimentaires et critiquent un « record d'imbécilité ».
Il est, entre mai 2009 et mai 2011, le chef de cuisine du Nomiya, la table d'hôtes imaginée par l'artiste Laurent Grasso, s'inscrivant dans le dispositif Art Home, au Palais de Tokyo à Paris,,,,.
En 2011, il s'installe au Japon.
En 2013, il participe à l'exposition Cookbook au Palais des Beaux-Arts, un évènement soulignant les convergences entre cuisine et art, dans l'optique du triangle culinaire de Claude Lévi-Strauss.
En 2014, il prend la direction des cuisines des Diners du Cercle, en collaboration avec la Mission française du patrimoine et des cultures alimentaires.
En 2018, il part pour Berbera en Somalie pour apprendre aux réfugiés à cuisiner des produits qu'ils ne connaissent pas.

### Romans
- Tribulations plastiques, Arles, France, Éditions du Rouergue, coll. « Littérature », 2012, 120 p.  (ISBN 978-2-8126-0440-9)[1]
- Grise Fiord, Arles, France, Éditions du Rouergue, 2019, 280 p.  (ISBN 978-2812617416)[16]

### Livres sur la cuisine
- C'est bon, c'est beau : Les Arts du goût, Paris, Éditions Autrement Jeunesse, coll. « Autrement Junior Arts », 2003, 64 p.  (ISBN 978-2-7467-0251-6)
- 600°C, Arles, France, Éditions du Rouergue, coll. « Littérature », 2012, 336 p.  (ISBN 978-2-8126-0347-1)[1]
- Les Erreurs dans la cuisine, Éditions courtes et longues, coll. « Les Erreurs », 2014, 144 p.  (ISBN 978-2-35290-126-6)

### Autres
- Vie de poche, illustré par Guillaume Dégé - Éditions de la Goulotte - Vézelay  2004
- Ma pile est là, illustré par Jean-Marie Queneau - Éditions de la Goulotte - Vézelay  2013
- Le Quai d'Orsay (avec Jean-Michel Leniaud et Jean Fouace), Éditions Internationales du Patrimoine, vol. « Quai d'Orsay », 2014, 464 p.  (ISBN 979-10-90756-08-3)

## Filmographie
- Inside a fried chicken, court métrage, 2014
- Écriture de Tour de cochon pour la soirée thématique sur le cochon, Arte, 1997[17]
- Réalisation des films de la scénographie de la maison de la chasse, Paris, 2007[18]
- Réalisation de Le Dessous des cartes, La Sept Vidéo, Arte
- Réalisation de Connaissance de la science, TV5